# Jean-Baptiste Constans
Jean-Baptiste Joseph Marguerite Constans est un homme politique français né le 31 mai 1765 à Olargues (Hérault) et décédé le 19 février 1827 à Saint-Pons-de-Thomières (Hérault).
Président du tribunal de Saint-Pons-de-Thomières, il est député de l'Hérault en 1815, lors des Cent-Jours.

## Sources
- « Jean-Baptiste Constans », dans Adolphe Robert et Gaston Cougny, Dictionnaire des parlementaires français, Edgar Bourloton, 1889-1891 [détail de l’édition]